# Working on a Dream (album)
Working on a Dream is het zestiende studioalbum van Bruce Springsteen. Er zit een groot verschil in sfeer tussen dit album en het vorige Magic. Dit album is veel optimistischer, ook door de verkiezing van president Barack Obama. Magic werd (negatief) beïnvloed door het presidentschap van George W. Bush. De muziek op dit album klinkt ook veel luchtiger en melodieuzer. The Wrestler is de titelsong van de gelijknamige film (geproduceerd door Darren Aronofsky), The last carnival is opgedragen aan Danny Federici, organist van de E Street Band, die op 17 april 2008 is overleden aan huidkanker.

## Tracklist
1. Outlaw Pete - 8:00
2. My lucky day - 4:01
3. Working on a Dream - 3:30
4. Queen of the supermarket - 4:40
5. What love can do - 2:57
6. This life - 4:30
7. Good eye - 3:01
8. Tomorrow never knows - 2:14
9. Life itself - 4:00
10. Kingdom of days - 4:02
11. Surprise, surprise - 3:24
12. The last carnival - 3:11
13. The wrestler - 3:50

## Muzikanten
- Bruce Springsteen – zang, gitaar, mondharmonica, keyboards, percussie, glockenspiel
- Roy Bittan – piano, orgel, accordeon
- Clarence Clemons – saxofoon, zang
- Danny Federici –orgel
- Nils Lofgren – gitaar, zang
- Patti Scialfa – zang
- Garry Tallent –basgitaar
- Steven Van Zandt – gitaar, zang
- Max Weinberg – drumstel
- Soozie Tyrell – viool, zang
- Patrick Warren –orgel, piano, keyboards (Outlaw Pete, This life, Tomorrow never knows)
- Jason Federici – accordeon (The last carnival)
- Eddie Horst –arrangementen voor strijk- en blaasinstrumenten (Outlaw Pete, Tomorrow never knows, Surprise Surprise en Kingdom of days)

## Productie
Dit album is geproduceerd door Brendan McBrien, die ook de vorige albums van Bruce Springsteen heeft geproduceerd. Overige medewerkers zijn: 
- Opname – Nick Didia, Rick Kwan, Darren Tablan, Tom Tapley, Billy Bowers
- Geluidstechniek:Toby Scott, Tom Syrowski, Billy Bowers, Derek Karlquist, Kevin Mills, Paul Lamalfa, Tim Mitchell
- Mastering  – Bob Ludwig
- Mixing – Brendan O'Brien
- Hoes ontwerp– Chris Austopchuk, Dave Bett, Michelle Holme
- Fotografie (hoes en bandportretten) – Danny Clinch
- Fotografie (portretten; alle andere foto’s) – Jennifer Tzar

De bonustrack The wrestler is opgenomen door:
- Zang en alle instrumenten: Bruce Springsteen
- Productie: Bruce Springsteen
- Mixing: Bob Clearmountain (assistentie: Brandon Duncan)
- Opname: Toby Scott

Er zijn vier singles verschenen van dit album: Working on a dream, My lucky day, The wrestler en What love can do

## Waardering
Het Amerikaanse tijdschrift AllMusic waardeerde dit album met drie sterren (maximaal is vijf).
Het album bereikte de eerste plaats in de albumhitlijsten in België (Vlaanderen), Canada, Griekenland, Denemarken, Duitsland, Finland, Ierland, Italië,  Kroatië, Nederland, Nieuw-Zeeland, Noorwegen, Oostenrijk, Spanje, Verenigde Staten, Verenigd Koninkrijk en Zweden.  De Top 10 werd eveneens behaald in België (Wallonië) #2, Frankrijk (#2), Hongarije (#2), Australië (#3), Portugal (#5) en Polen (#8).
E Street Band: Bruce Springsteen · Roy Bittan · Nils Lofgren · Patti Scialfa · Garry Tallent · Steven Van Zandt · Max Weinberg
Jake Clemons · Charles Giordano · Soozie Tyrell
Voormalige leden: Ernest Carter · Clarence Clemons · Danny Federici · Vini Lopez · David Sancious
Voormalige tourmuzikanten:
Everett Bradley · Barry Danielian · Clark Gayton · Curtis King · Suki Lahav · Ed Manion · The Miami Horns · Cindy Mizelle · Michelle Moore · Tom Morello · Curt Ramm · Jay Weinberg